# 709
Évszázadok: 7. század – 8. század – 9. század
Évtizedek: 650-es évek – 660-as évek – 670-es évek – 680-as évek – 690-es évek – 700-as évek – 710-es évek – 720-as évek – 730-as évek – 740-es évek – 750-es évek
Évek: 704 – 705 – 706 – 707 –  708 – 709 – 710 – 711 – 712 – 713 – 714

## Események

### Európa
- Felix ravennai érsek nem sokkal felszentelése után kijelenti, hogy kivonja magát a római pápa fennhatósága alól. II. Iusztinianosz bizánci császár ezt lázadásnak tekinti és Theodórosz patrikioszt küldi Ravennába, aki elfogja és Konstantinápoly küldi Felixet. Az érseket megvakítják és a krími Kherszonészoszba száműzik.
- A mélyen vallásos Coenred merciai király unokatestvére, Ceolred javára lemond a trónról és Rómába utazik, hogy ott szerzetessé szenteljék. Ugyanígy tesz Offa essexi király is, az ő trónját Saelred örökli. Ceolred a lehetséges trónkövetelő Æthelbaldot száműzi.
- Meghal Gotfrid, Alemannia hercege. A hercegséget két fia, Lantfrid és Theudebald osztja fel egymás között.
- Egy vihar elmossa a Csatorna-szigetek közé tartozó Herm és Jethou közötti földhidat.

### Omajjád Kalifátus
- Maszlama ibn Abd al-Malik (al-Valíd kalifa öccse) feldúlja a kis-ázsiai Iszauriát, majd visszatér Szíriába, ahol a kalifa rábízza Örményorszg, Dzsazíra és Azerbajdzán katonai kormányzóságát (nagybátyjukat, Muhammad ibn Marvánt váltva).
- Kutajba ibn Muszlim elfoglalja Buharát, amelyre 200 ezer dirhamos hadisarcot ró ki és arab helyőrséget hagy a városban. Ennek hallatán Tarhun, Szamarkand szogd ura behódol a kalifának. Ősszel Balh városa és Toharisztán fellázad, de a felkelést a következő év tavaszára minimális véráldozattal elnyomják.
- Julianus, Ceuta bizánci kormányzója átáll az arabok oldalára, így egész Észak-Afrika muszlim uralom alá kerül.

## Születések
- Kónin, japán császár

## Halálozások
- Aldhelm, angolszász apát és püspök
- Æthelred, merciai király
- Bertin, frank apát
- Gotfrid, alemann herceg
- Wilfrid, yorki érsek

## Fordítás
- Ez a szócikk részben vagy egészben  a(z)   709 című angol Wikipédia-szócikk ezen változatának fordításán alapul.  Az eredeti cikk szerkesztőit annak laptörténete sorolja fel. Ez a jelzés csupán a megfogalmazás eredetét és a szerzői jogokat jelzi, nem szolgál a cikkben szereplő információk forrásmegjelöléseként.